# Robert Wisden
Robert Wisden est un acteur britannique né à Brighton.

## Biographie
Né en Angleterre, Robert Wisden vit au Canada depuis l'âge de 15 ans. Il commence une carrière d'acteur au milieu des années 1980 et a dès lors fait beaucoup d'apparitions dans des films et séries télévisées canadiennes ou américaines tournées au Canada. Il a notamment joué des seconds rôles dans les films Légendes d'automne (1994), Destination finale (2000) et Watchmen : Les Gardiens (2009) ainsi que des rôles récurrents dans les séries télévisées L'Odyssée fantastique ou imaginaire, X-Files : Aux frontières du réel, Stargate SG-1, Coroner Da Vinci,  Smallville et Jeremiah. En 2006, il obtient un diplôme en éducation à l'université Simon Fraser afin d'enseigner l'art dramatique.

## Filmographie

### Cinéma
- 1993 : Allô maman, c'est Noël : le ranger
- 1994 : Légendes d'automne : John T. O'Banion
- 1997 : Excess Baggage de Marco Brambilla : inspecteur Sims
- 2000 : Destination finale : Ken Browning
- 2009 : Watchmen : Les Gardiens : Richard Nixon

### Télévision
- 1987 : Cap Danger (saison 4 épisode 6) : Mark
- 1992 : Un privé sous les tropiques (saison 3 épisodes 2 et 3) : Zack Sanders
- 1992 : Bijoux, hot-dogs et tasses de thé (The Man Upstairs) (téléfilm) : Maire
- 1993 : Kung Fu, la légende continue (saison 1 épisode 6) : Valdosta Sam
- 1993 - 1994 : L'Odyssée fantastique ou imaginaire (13 épisodes) : Brad Ziegler
- 1993 - 1996 : Highlander (saison 2 épisode 7 et saison 5 épisode 10) : Werner / William Everett Culbraith
- 1994 : Au nom de la vérité (téléfilm) : inspecteur Randy Winkler
- 1995 : Au-delà du réel : L'aventure continue (saison 1 épisode 18) : Sam Winter
- 1996 - 1998 : X-Files : Aux frontières du réel (saison 3 épisode Autosuggestion et saison 5 épisode Kitsunegari) : Robert Patrick Modell
- 1997 - 1998 : Millennium (saison 2 épisode 4 et saison 3 épisode 3) : Gordon Roberts / Chris Carmody
- 1997 - 2005 : Stargate SG-1 (4 épisodes) : Colonel Robert Samuels
- 1998 - 2000 : Coroner Da Vinci (24 épisodes) : James Flynn
- 1999 : The Crow (saison 1 épisode 17) : Dr Jack Saks
- 1999 : The Sentinel (saison 4 épisode 6) : John Bentley
- 1999 : Le Train de l'enfer (téléfilm) : Charlie
- 2000 : Sept jours pour agir (saison 2 épisode 22) : Paul Winslow
- 2001 - 2004 : Smallville (5 épisodes) : Gabe Sullivan
- 2002 : La Reine des neiges (téléfilm) : Wolfgang
- 2002 - 2003 : Jeremiah (9 épisodes) : Devon
- 2003 : Tru Calling : Compte à rebours (saison 1 épisode 1) : Dr Green
- 2003 : Un étrange enlèvement (téléfilm) : Jim Smart
- 2005 : Battlestar Galactica (saison 1 épisode 11) : Wallace Gray
- 2005 : Supervolcano (téléfilm) : Kenneth Wylie
- 2005 : Pour l'amour de Millie (Saving Milly) (téléfilm) : Fred Barnes
- 2006 : Kyle XY (saison 1 épisode 2) : Dr Stone
- 2006 : Blade (saison 1 épisode 12) : Lord Rusk
- 2008 : Tout pour la vérité (téléfilm) : Tom Redler